# كوفيمبو
كوفيمبو (بالإنجليزية: Kuvempu)‏‏ (29 ديسمبر 1904 - 11 نوفمبر 1994 في ميسور) كاتب، وشاعر، وبروفيسور من الهند.

## الجوائز
- جائزة غيان بيته [الإنجليزية]‏[5]
- جائزة أكاديمية شايتا  [لغات أخرى]‏[6]
- بادما بوشان  [لغات أخرى]‏
- Padma Vibhushan in literature & education ‏